# Sonate K. 415
La sonate K. 415 (F.361/L.S.11) en ré majeur est une œuvre pour clavier du compositeur italien Domenico Scarlatti.

## Présentation
La sonate K. 415 en ré majeur, notée Allegro, forme une paire avec la sonate précédente. C'est une pièce au caractère de pastorale (qu'on retrouve dans les sonates K. 446 et 513) − et que Giorgio Pestelli groupe dans son catalogue (P.175, P.176 et P.177). En revanche son tempo est plus rapide et, avec sa petite figure sans cesse répétée, la sonate se transforme presque en une étude technique comparable aux sonates K. 95 et 100,.

## Manuscrits
Le manuscrit principal est le numéro 28 du volume IX (Ms. 9780) de Venise (1754), copié pour Maria Barbara ; l'autre est Parme X 4 (Ms. A. G. 31415).

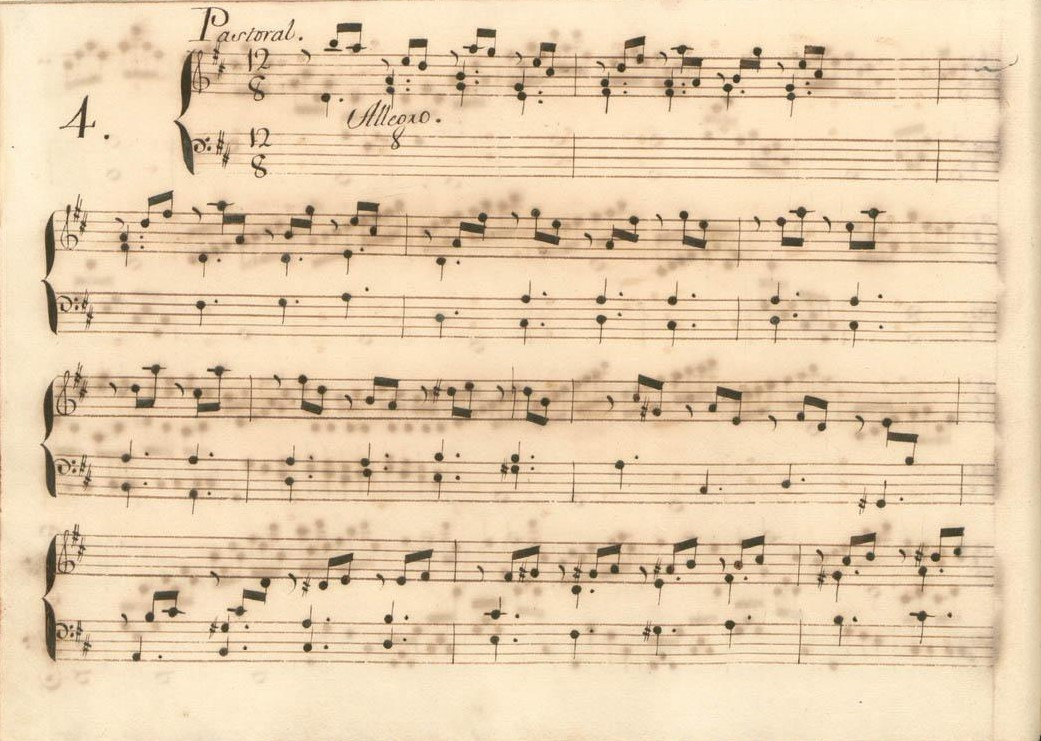
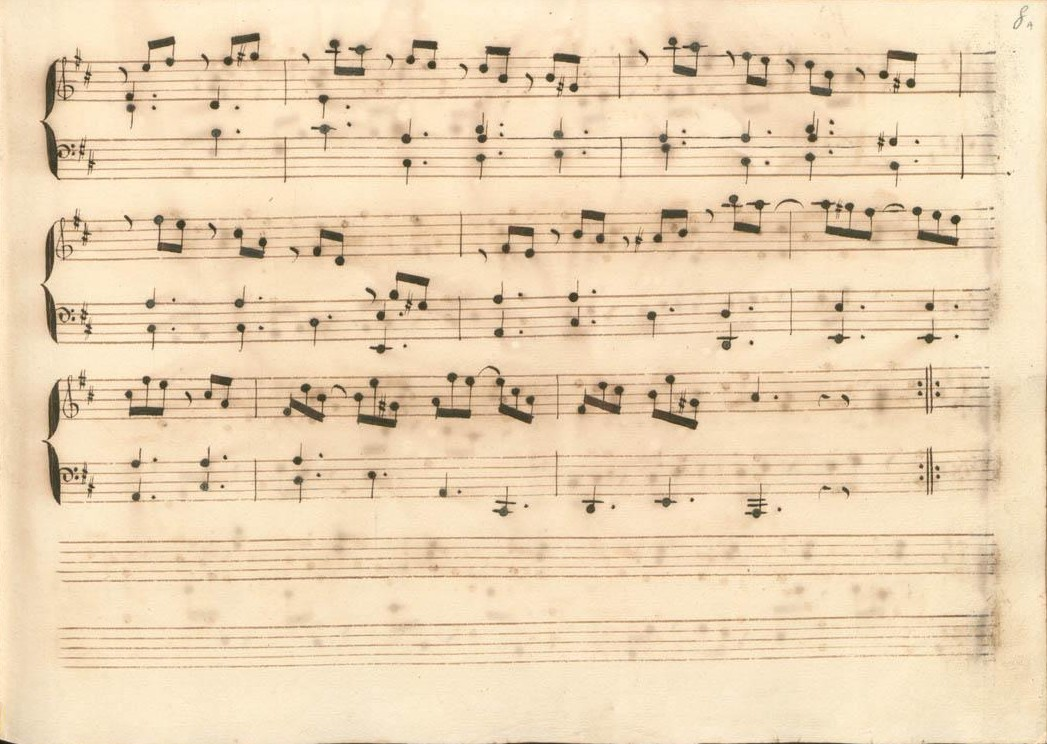
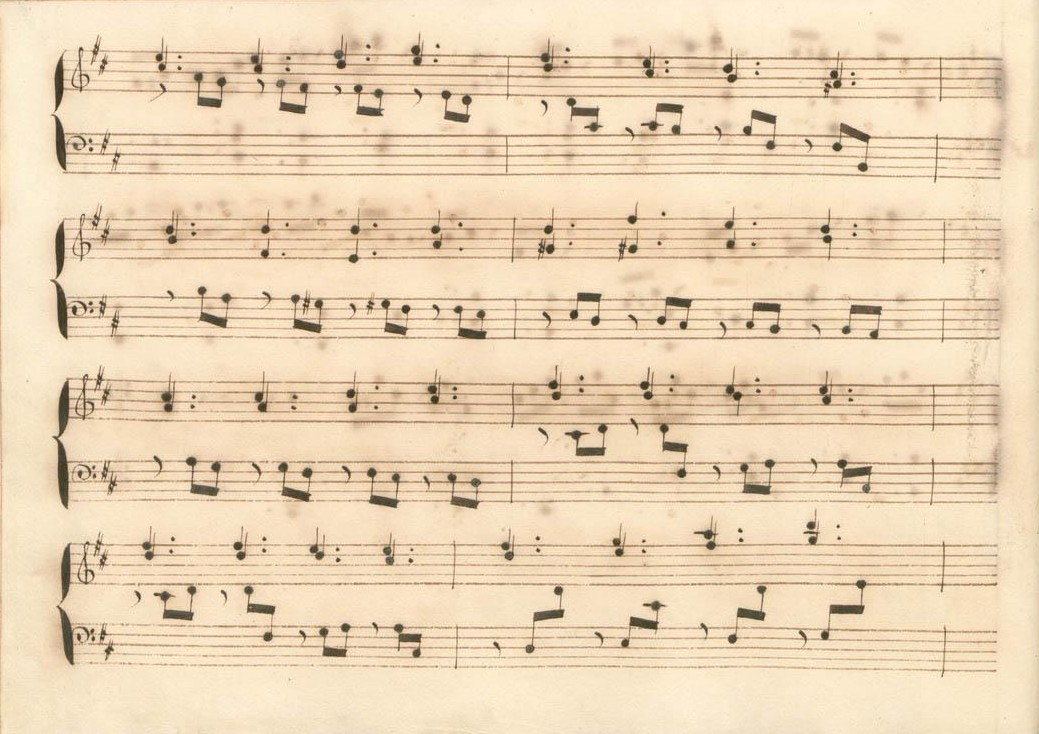
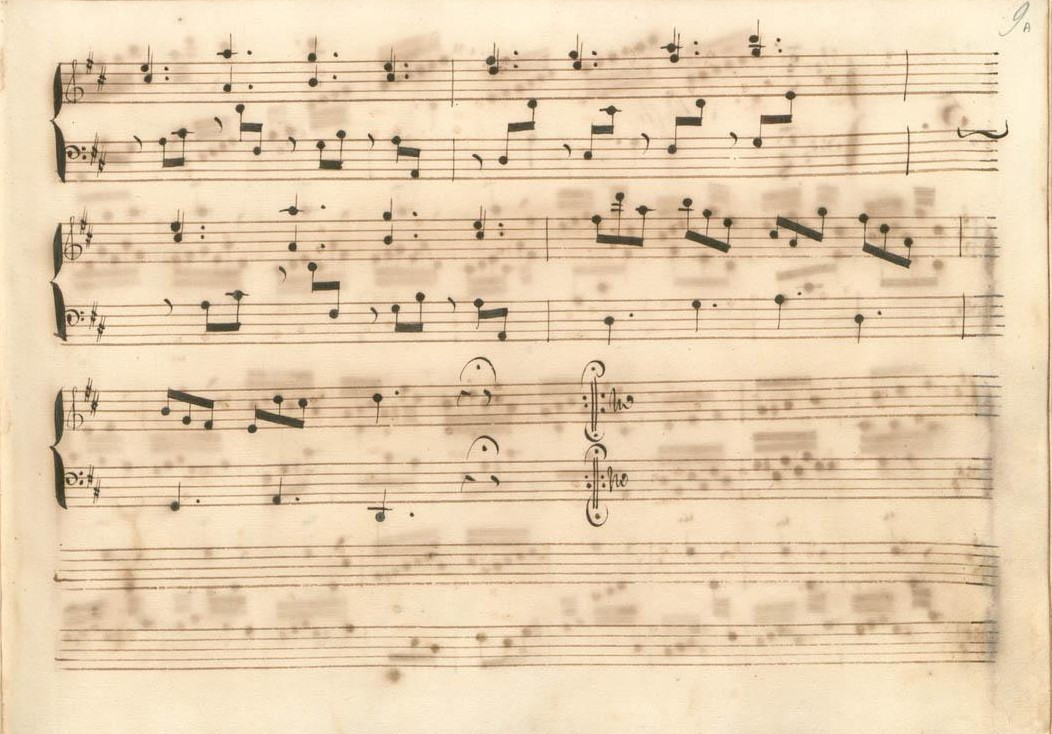

## Interprètes
La sonate K. 415 est défendue au piano, notamment par Nikolaï Demidenko (2003, AGPL), Carlo Grante (2013, Music & Arts, vol. 4), Prisca Benoit (2013, Pavane) et Bruno Vlahek (2019, Naxos ; au clavecin par Scott Ross (1985, Erato), Bob van Asperen (1991, EMI), Pierre Hantaï (1992, Astrée), Andreas Staier (1996, Teldec), Richard Lester, clavecin et piano-forte (2003, Nimbus, vol. 4) et Pieter-Jan Belder (Brilliant Classics, vol. 9). Nicola Reniero l'interprète à l'orgue (2016, Brilliant Classics). Marco Farolfi la joue au piano-forte (Stradivarius).

## Sources
: document utilisé comme source pour la rédaction de cet article.
- Ralph Kirkpatrick (trad. de l'anglais par Dennis Collins), Domenico Scarlatti, Paris, Lattès, coll. « Musique et Musiciens », 1982 (1re éd. 1953 (en)), 493 p. (ISBN 978-2-7096-0118-4, OCLC 954954205, BNF 34689181).
- Alain de Chambure, « Domenico Scarlatti : Intégrale des sonates — Scott Ross », Erato (2564-62092-2), 1985 (OCLC 891183737) .